# Джоунс, Аманда
Аманда Клара Джоунс (англ. Amanda Clara Jones; род. 28 октября 1950, Эванстон, Иллинойс) — американская актриса

 и фотомодель; победительница национального конкурса красоты «Мисс США 1973». Представляла Соединённые Штаты Америки на международном конкурсе красоты «Мисс Вселенная 1973 года».

## Биография
Аманда Джоунс родилась в городе Эванстон, штат Иллинойс в 1950 году.
В 1973 году завоевала титул Мисс Иллинойс. Представила штат на национальном конкурсе Мисс США, прошедший в Нью-Йорке. Её приз стал — 7,500 американских долларов и контракт на 7,500 долларов. Она стала третьей из четырёх победительниц представлявшие Иллинойс. На конкурсе была одета в специально сшитое белое шифоновое платье, сделанное Алисой Хэмм из Alyce Designs.
Приняла участие в международном конкурсе красоты Мисс Вселенная 1973, где она стала Первой Вице Мисс.
Работала рекламной моделью и подала заявку на конкурс Мисс Иллинойс по желанию модельного агентства. Вопреки её желанию не участвовать, как на национальном уровне, так и местном уровне, она побеждала в конкурсах красоты. В отличие от предыдущих победительниц, Аманда Джоунс была открытой сторонницей феминистского движения и выходила на митинги. Она заявила, что была сторонницей выбора аборта и против войны во Вьетнаме.
Аманда Клара Джоунс училась в Колорадском университете, но бросила учёбу в 1971 году, чтобы продолжить актёрскую карьеру.